# Le Décapité vivant
Pour plus de détails, voir Fiche technique et Distribution.
Le Décapité vivant (titre original : The Thing That Couldn't Die) est un film américain, sorti en 1958.

## Synopsis
Douée de pouvoirs psychiques, une jeune femme découvre un coffre vieux de plusieurs siècles enterrée sur les terres de sa tante. En l'ouvrant, les membres de sa famille voient la tête vivante de Gideon Drew, un adorateur du diable, qui fut décapité sur l'ordre de Sir Francis Drake.

## Fiche technique
- Titre original : The Thing That Couldn't Die
- Titre français : Le Décapité vivant
- Réalisation : Will Cowan (en)
- Scénario : David Duncan
- Photographie : Russell Metty
- Musique : Henry Mancini
- Société de production : Universal Pictures
- Pays de production :  États-Unis
- Format : Noir et blanc - 1,85:1 - Mono
- Genre : horreur
- Durée : 69 minutes
- Dates de sortie : 
  - États-Unis : 27 juin 1958
  - France : 18 novembre 1959
- Affiches : Reynold Brown (États-Unis), Constantin Belinsky (France)

## Distribution
- William Reynolds : Gordon Hawthorne
- Andra Martin : Linda Madison
- Jeffrey Stone : Hank Huston
- Carolyn Kearney : Jessica Burns
- Peggy Converse : Flavia McIntyre
- Robin Hughes : Gideon Drew
- James Anderson : Boyd Abercrombie
- Forrest Lewis : Julian Ash